# Донє Примишлє
45°12′ пн. ш. 15°28′ сх. д. / 45.20° пн. ш. 15.46° сх. д.
Донє Примишлє (хорв. Donje Primišlje) — населений пункт у Хорватії, у Карловацькій жупанії у складі міста Слунь.

## Населення
Населення за даними перепису 2011 року становило 35 осіб.
Динаміка чисельності населення поселення: